# 卡瓦尼亚斯
卡瓦纳斯（/kaˈβa.nɐs/）是西班牙加利西亚自治区拉科鲁尼亚省的一个市镇。总面积约30km², 总人口3314人（2017年），人口密度109人/km²。

## 人口
| 卡瓦纳斯历史人口变化图                                     |
|                                                            |
| 来源：西班牙国家统计局（1900-1991年，实际人口）（2000年-） |

## 图集

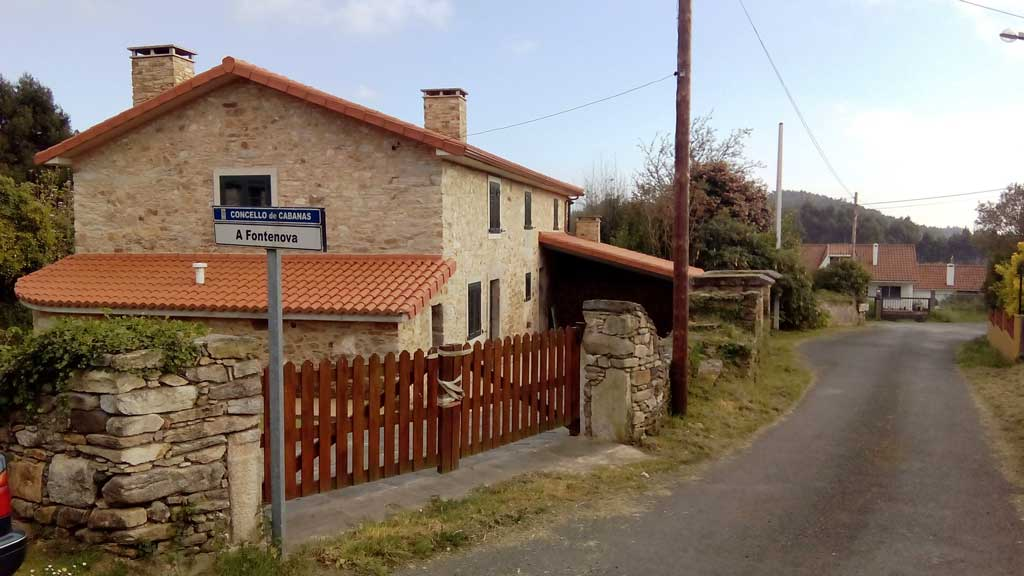
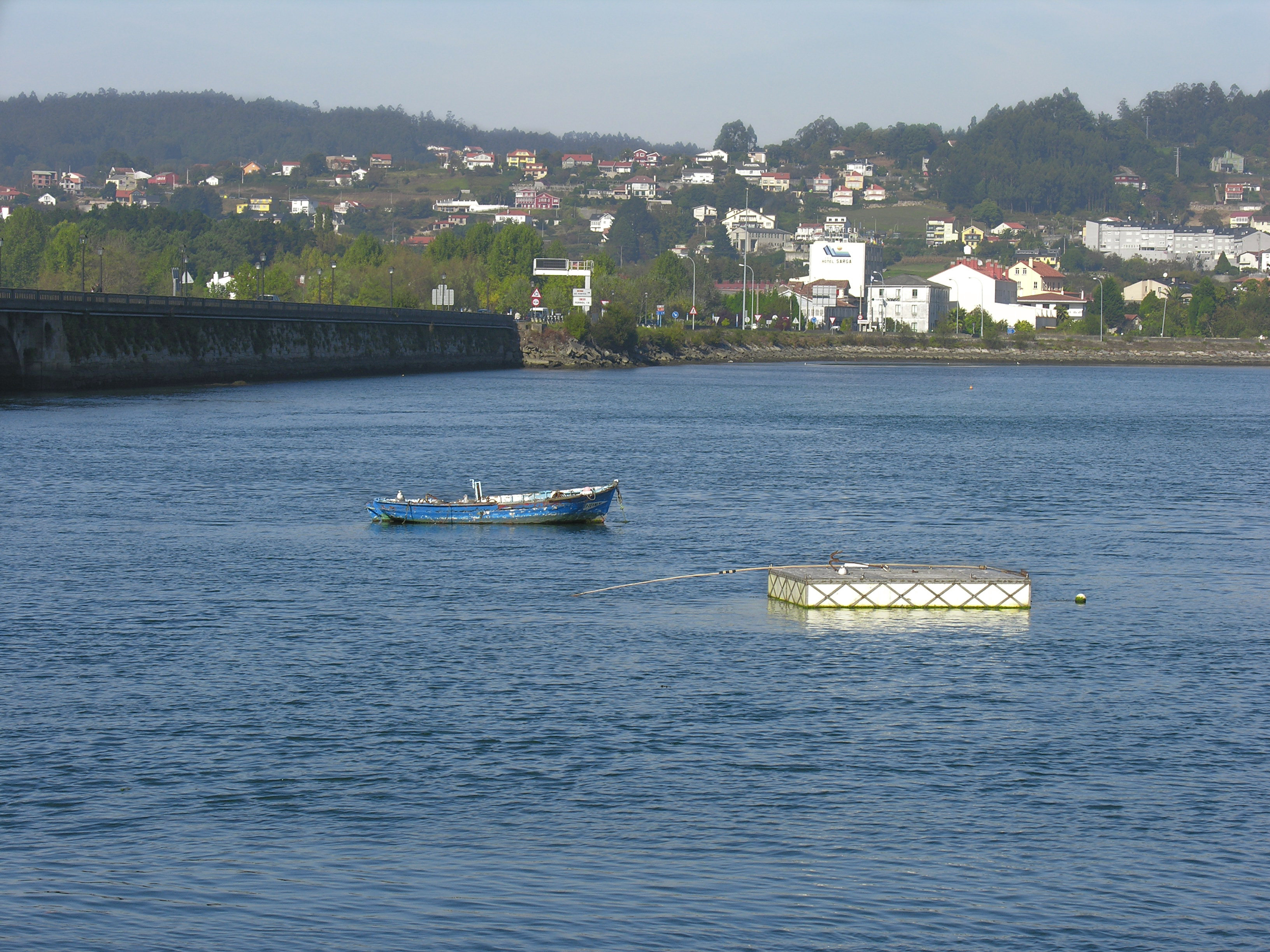
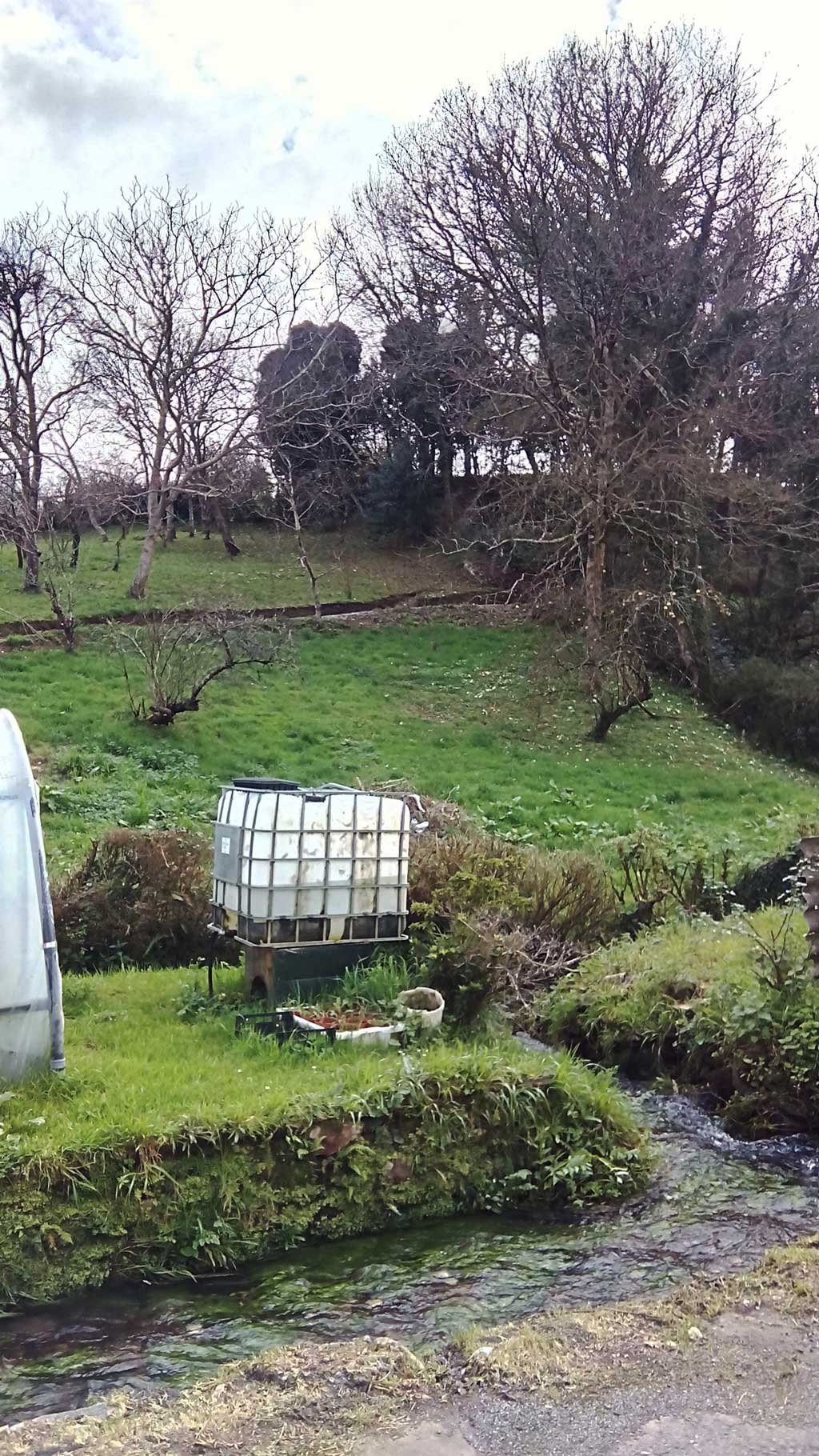
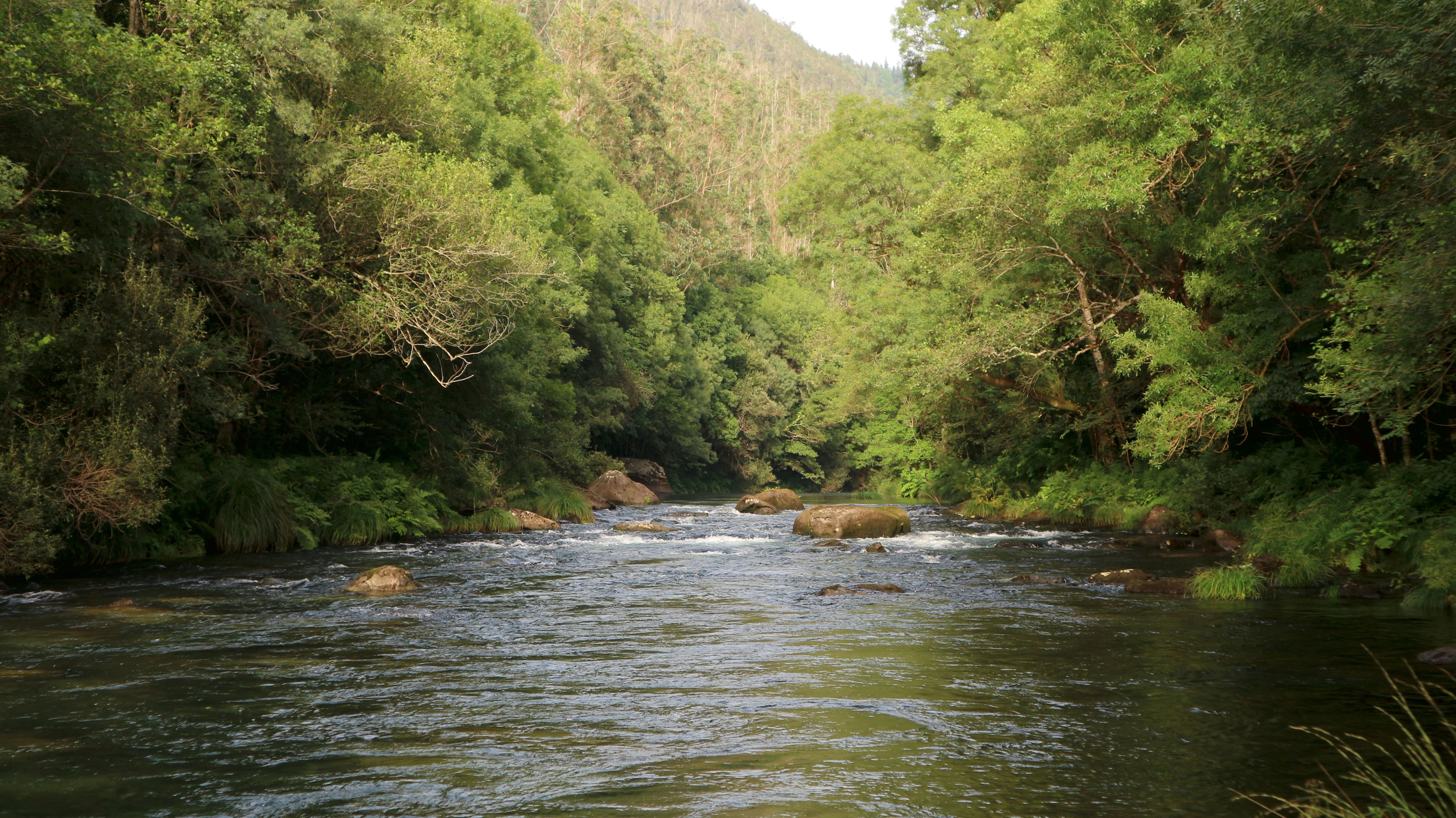
欧梅河
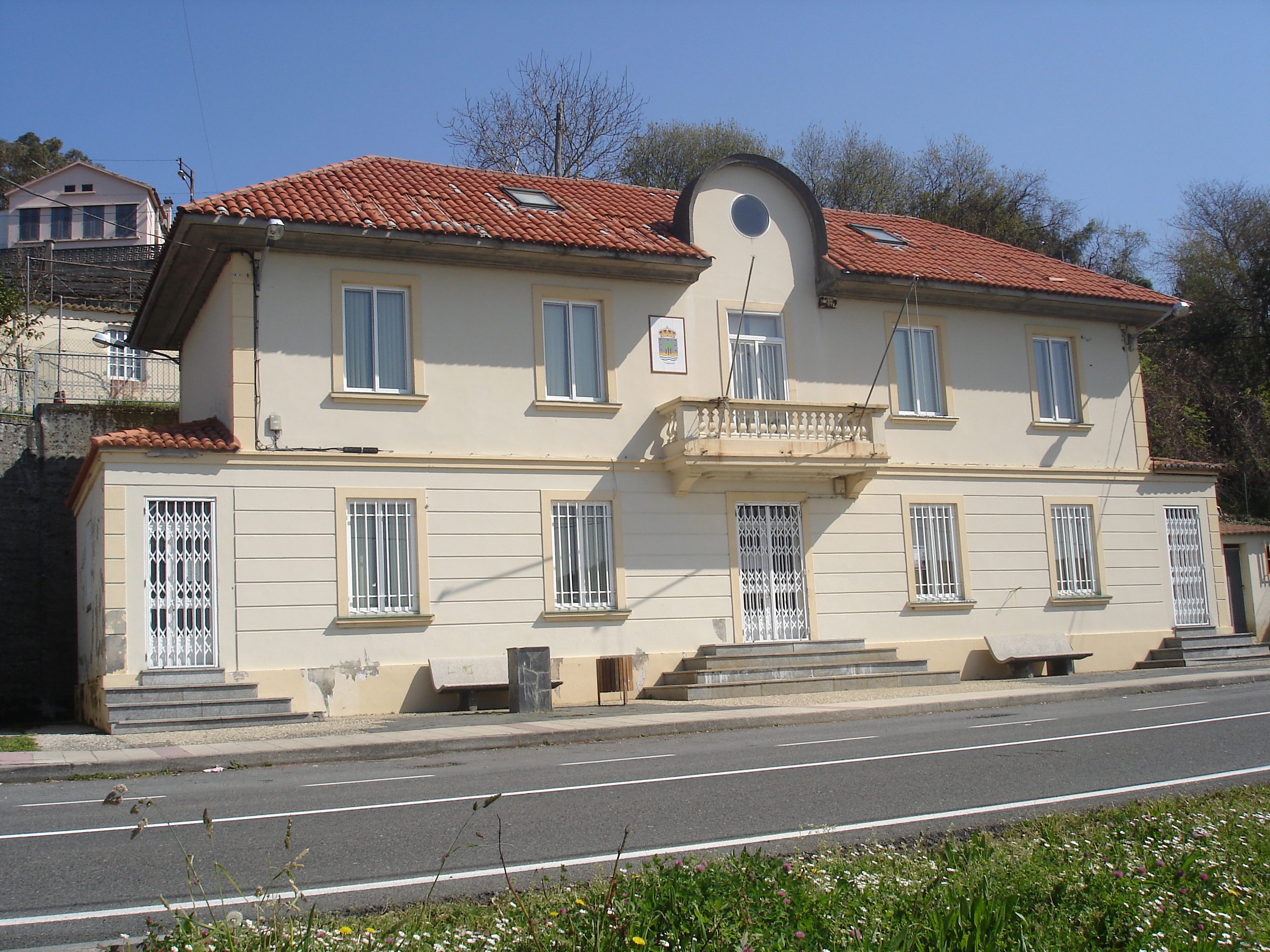
市政厅